# Microsferofachia
La microsferofachia è una malformazione congenita dell'occhio, caratterizzata da un cristallino di forma sferica e di dimensione inferiore al normale a livello del diametro equatoriale.

## Clinica
È una condizione associata spesso alla sindrome di Weill-Marchesani. I pazienti possono sviluppare un glaucoma ad angolo aperto dovuto a prolasso del cristallino.